# Conn Iggulden
Conn Iggulden, född 1971, är en brittisk författare som är känd för romanserierna Kejsaren och Erövraren. Han studerade engelska vid University of London varefter han var verksam som lektor i engelska i sju år tills han övergick till att vara författare på heltid. Han är gift, har tre barn och är bosatt i Hertfordshire i England.

### Kejsaren(Emperor series)
Kejsaren är en serie om fem böcker. Serien skildrar den unge Gajus Julius Caesars liv, från åtta års ålder till mordet på honom vid 55 års ålder. Serien anses tillhöra genren historisk skönlitteratur då Conn Iggulden har hittat på och ändrat olika saker för att få böckerna att smälta samman. Bland annat omkommer både Caesars förebild och släkting Gajus Marius och dennes ärkefiende Cornelius Sulla i våldsamma intriger medan de i verkligheten dog vid relativt hög ålder av alkoholrelaterade orsaker. Även om historien i böckerna huvudsakligen grundar sig på historiska händelser har serien kritiserats för att befinna sig långt ifrån facklitteratur. Klyftan överbryggades dock mot slutet, då det främst är överflödiga händelser som är borttagna för längdens skull.
1. Roms portar (2003) - (The Gates of Rome - 2003)
2. Kungars död (2004) - (The Death of Kings - 2004)
3. Svärdens fält (2005) - (The Field of Swords - 2005)
4. Krigets gudar (2006) - (The Gods of War - 2006)
5. Gudarnas blod (2013) - (The Blood of Gods - 2014)

### Erövraren(Conqueror series)
Erövraren avhandlar främst Djingis khans liv medan den fjärde boken handlar om hans arvtagare Ögedeis tid vid makten. Serien Erövraren omfattar fem böcker. Liksom i Kejsaren har åtskilliga händelser förenklats eller förändrats, medan detta avstånd, liksom antalet fiktiva karaktärer är betydligt mindre.
1. Stäppens krigare (2007) - (Wolf of the Plains - 2007)
2. Bågens mästare (2008) - (Lords of the Bow - 2008)
3. Bergens väktare (2009) - (Bones of the Hills - 2008)
4. Silvrets rike (2010) - (Empire of Silver - 2010)
5. Dynastins arvinge (2011) - (Conqueror - 2011)

### Rosornas Krig(Wars of the Roses series)
1. Stormfågel (2014) - (Stormbird - 2013))
2. Solvarg (2015) - (Trinity - 2014)
3. Blodsfejd (2016) - (Bloodline - 2015)
4. Ravenspur (2017) - (Ravenspur - 2016)

### Dangerous Books
Alla dessa böcker är skrivna av både Conn och Hal Iggulden.
- The Dangerous Book for Boys (2007)
- The Pocket Dangerous Book for Boys: Things to Do (2007)
- The Dangerous Book for Boys Yearbook (2007)
- The Pocket Dangerous Book for Boys: Things to Know (2008)

### Andra böcker
- Blackwater (2006)
- Tollins: Explosive Tales for Children (September 2009)
- How to Blow Up Tollins (with Lizzy Duncan) (October 2010)
- Quantum Of Tweed – The Man with the Nissan Micra (2012)
- Dunstan (2017),[5] a.k.a. The Abbot's Tale (USA, 2018)
- The Falcon of Sparta (2018) by Conn Iggulden